# Johann Gottfried Schadow

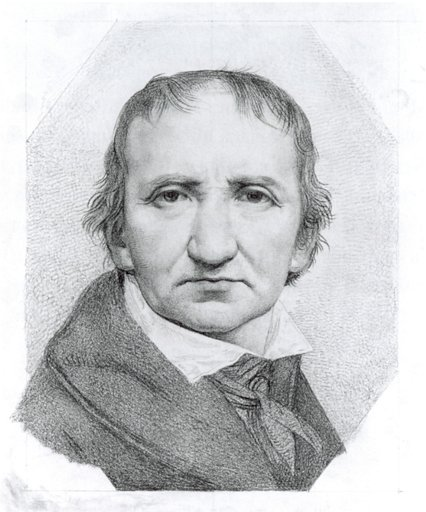
Johann Gottfried Schadow

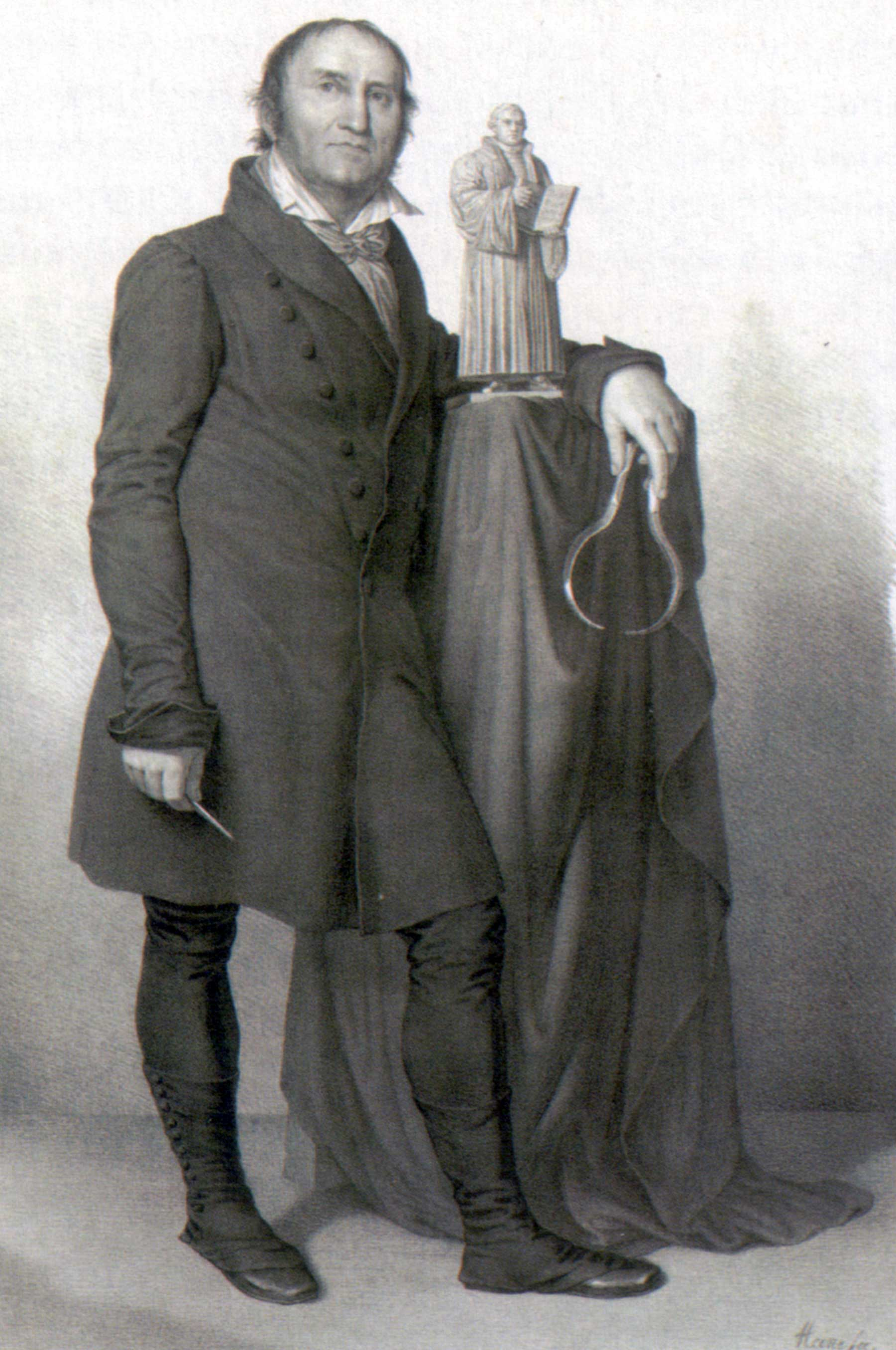
Johann Gottfried Schadow con un modelo de su monumento a Lutero para Wittenberg.

Johann Gottfried Schadow (Berlín, 20 de mayo de 1764 - ibíd., 27 de enero de 1850)  fue un escultor y artista gráfico alemán.

## Biografía
Sus primeros estudios de dibujo los hizo en año 1776 con Giovanni Battista Selvino. En 1777 dejó la escuela para continuar sus estudios de dibujo con la escultora y dibujante francesa-flamenca Antoine Tassaert, que radicaba en Berlín. Al año siguiente decidió dedicarse a la escultura y empezó a estudiar artes plásticas con el hijo de Antoine, Jean-Joseph-François Tassaert. Ese mismo año comenzó también a estudiar en la Academia de las Artes de Prusia.
En 1785 se fugó con la que sería su futura esposa Marianne Devidels. El padre de Marianne, el joyero vienés Samuel Devidels, se mostró muy comprensivo ante esta ofensa, brindándole a la pareja dinero para viajar a Italia vía Dresde donde se hospedó con el retratista Anton Graff. También cultivó la amistad de Heinrich Friedrich Füger. Visitó Venecia y Florencia antes de llegar a Roma. El 25 de agosto de 1785 se casó con Marianne. Permanecieron en Roma tres años y en este tiempo se convirtió al catolicismo. Cultivó la amistad de Antonio Canova iniciando su período creativo en Italia. En 1786 nació su hijo Karl Zeno Rudolf Schadow que más tarde sería su discípulo. En 1787 al regresar a Berlín se convirtió de nuevo al protestantismo. Esto fue necesario para obtener una posición con el estado prusiano, posición que consiguió como modelista de la Fábrica Real de Porcelana.

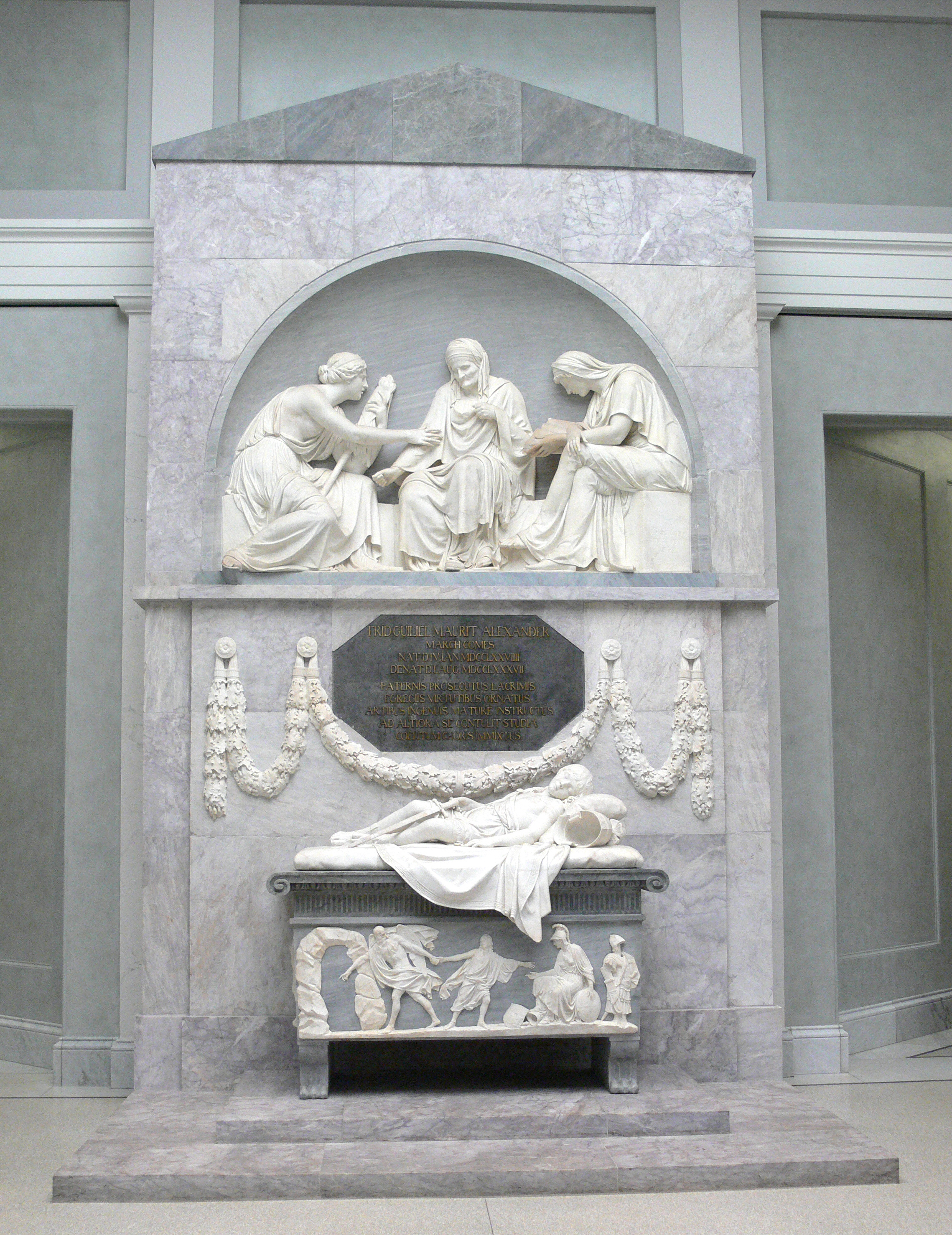
Schadow: Cenotafio del príncipe Alexander von der Mark.

En 1788 Schadow obtiene una comisión del rey para crear un cenotafio para el príncipe Alexander von der Mark. Esta obra aseguró su fama y el favor real. Tras la muerte de Antoine Tassaert pasó a ser director de los talleres de escultura reales. Su trabajo le puso en contacto con el arquitecto Carl Gotthard Langhans con el que tuvo muchas colaboraciones, notablemente en la Puerta de Brandeburgo para la que Schadow creó la Cuadriga. En 1788 nace su hijo y futuro pintor Friedrich Wilhelm von Schadow. Ese mismo año se vuelve miembro de la Academia de Bellas Artes de Berlín, de la que pasó a ser director en 1815. Fue además miembro de la Academia de Buenas Artes de Bruselas.
En 1801 conoció a Johann Wolfgang von Goethe en Weimar con el propósito de hacer un busto del poeta, pero aparentemente el trato brusco de Schadow al tomar las medidas molestó a Goethe. Schadow era aficionado al ajedrez y en 1803 fue cofundador del primer club de ajedrez de Alemania. En 1836 fue operado de cataratas lo que fue un duro golpe para el artista. Desde entonces sólo pudo dedicarse al dibujo, pero no más a la escultura. Murió a la avanzada edad de 85 años en Berlín. Está enterrado en el Dorotheenstädtischen Friedhof  del centro de la ciudad.

## Obra
Johann Gottfried Schadow siempre cultivó la escuela clasicista y naturalista. Desde el año 1805 vivió en una casa de estilo clasicista en lo que hoy es la calle Schadowstraße 10/11 de Berlín. Ésta es una de los pocas casas burguesas que han sobrevivido hasta esta época. Desde el comienzo del siglo XIX se vio en conflicto con la escuela romántica e idealista que entraba en boga. A pesar de esto, poco a poco fue adoptando el lenguaje plástico del romanticismo, pero sin querer reconocerlo. Además de sus hijos, Rudolf Schadow y Wilhelm von Schadow, su más importante discípulo fue Christian Daniel Rauch.
Poco conocida es su actividad como caricaturista a la que se dedicó más en sus últimos años. En particular sus caricaturas de Napoleón Bonaparte son de gran calidad.
Entre sus obras más importantes están:
- Busto de Henriette Herz, 1783.
- Cenotafio del príncipe Alexander von der Mark (Berlín, Antigua Galería Nacional de Berlín), 1790.
- Cuadriga (Berlín, Puerta de Brandeburgo), 1793.
- Monumento a Hans Joachim von Zieten (Berlín, Wilhelmplatz)
- Busto de la princesa Friederike von Mecklenburg-Strelitz, 1794.
- Busto de la princesa Louise von Mecklenburg-Strelitz, 1794 o 1795.
- Escultura doble de las princesas Luisa y Fedederica conocida como el Prinzessinnengruppe (Berlín, Antigua Galería Nacional de Berlín), 1797.
- Cenotafio de Friedrich Wilhelm Schütze en la Schlosskirche, 1798.
- Busto de Friedrich Gilly, 1801
- Apoteosis de la reina Louise de Prusia posterior a 1811, relieve.
- Monumento a Blücher (Rostock). Goethe colaboró en la concepción, 1819.
- Monumento a Martín Lutero (Wittenberg), 1821.
- Estatua de bronce de Federico II el Grande, 1822
- Busto de Goethe, 1823

Obras de Johann Gottfried Schadow
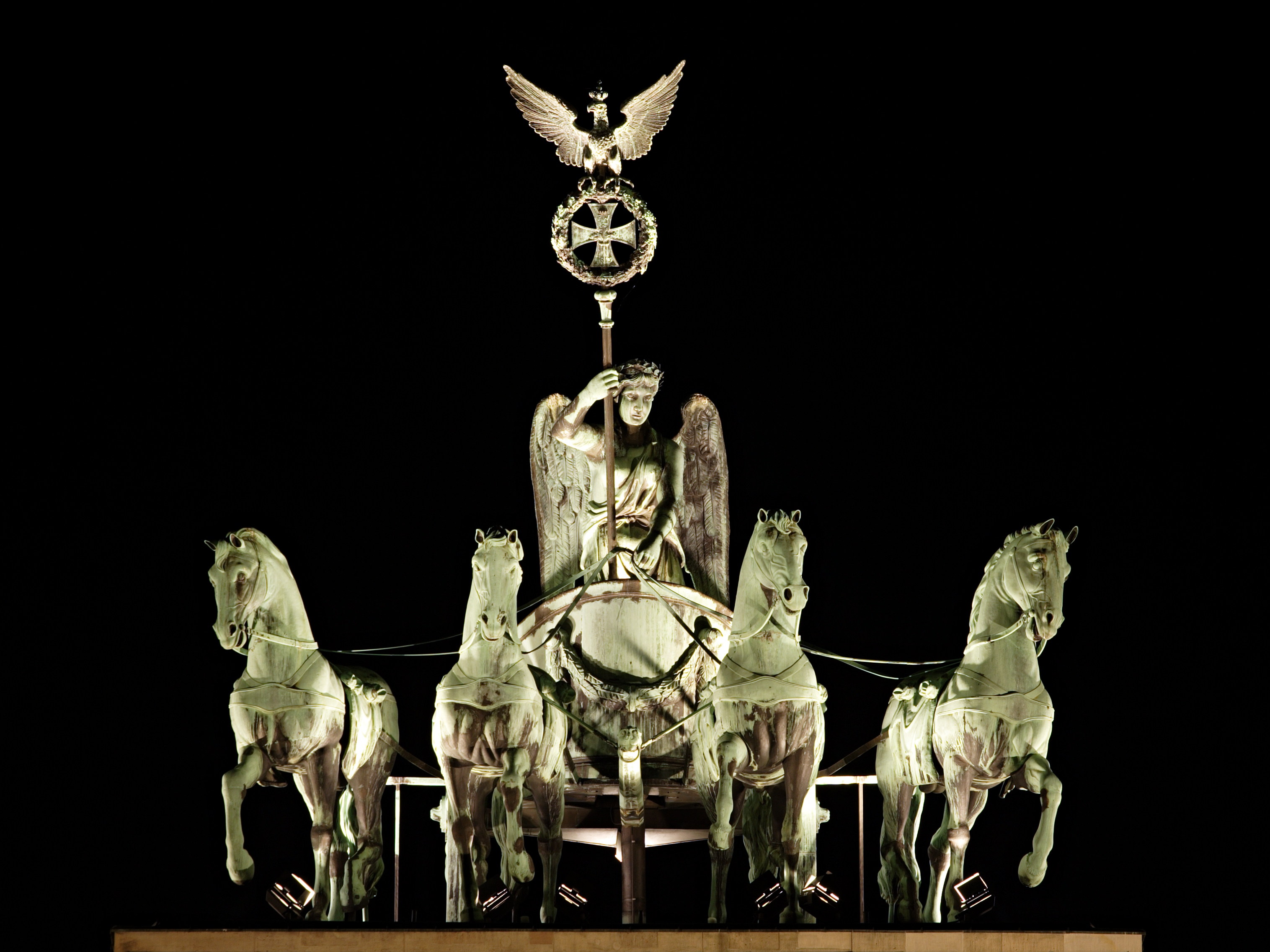
La Cuadriga (1793) en la Puerta de Brandeburgo, la obra más famosa de Schadow
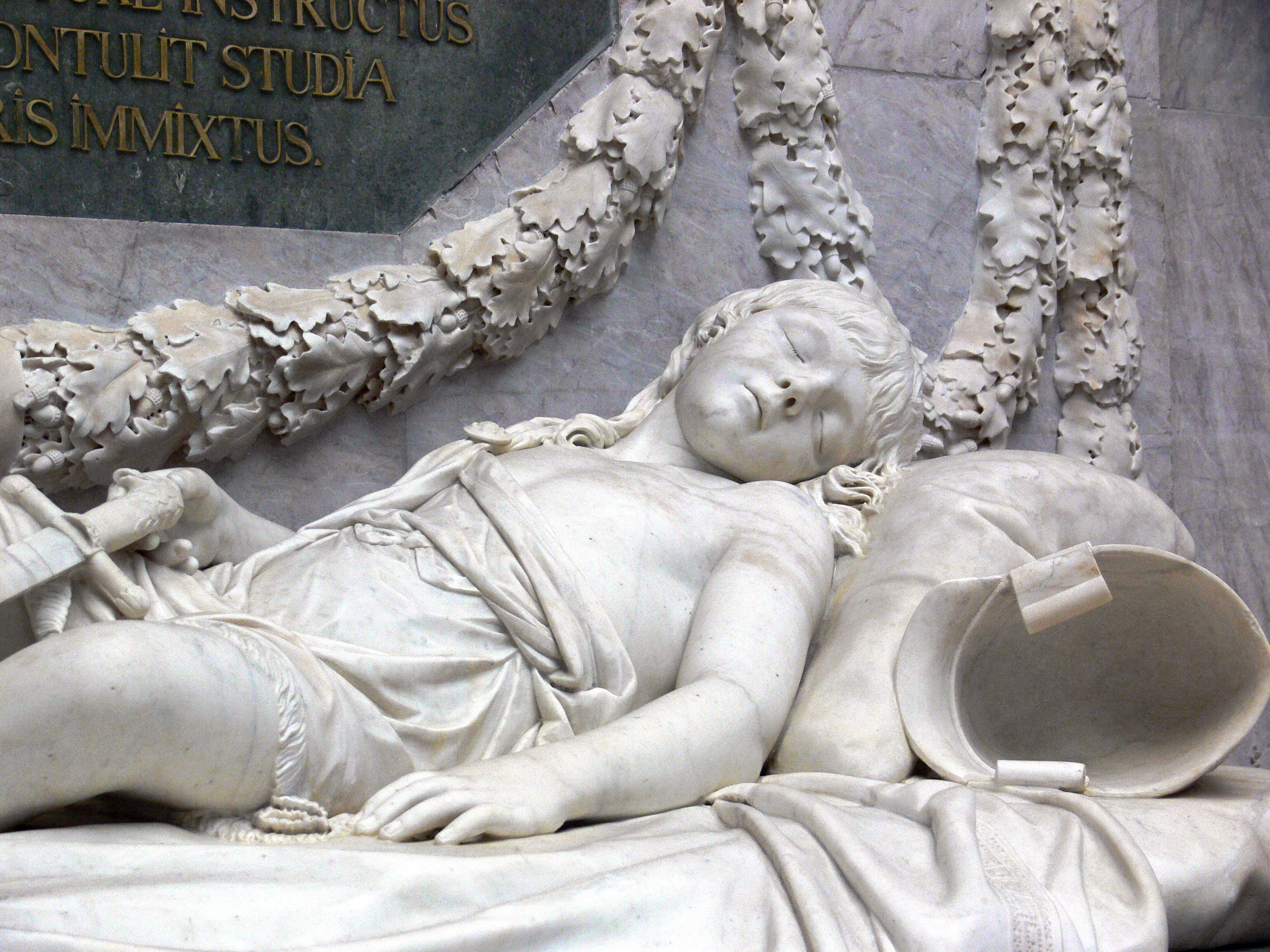
Detalle del cenotafio del príncipe Alexander von der Mark (1790)
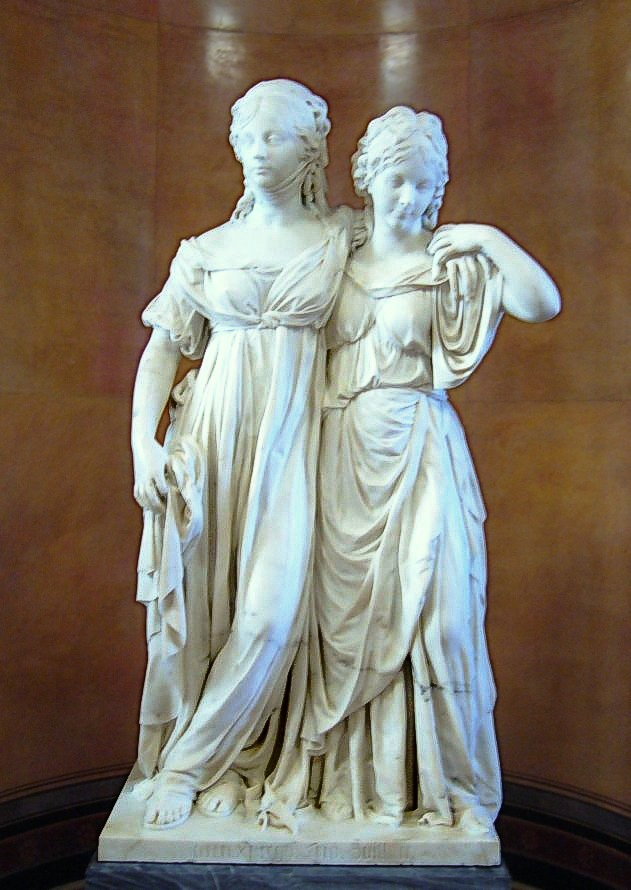
Las princesas Luisa y Federica de Prusia (1797)
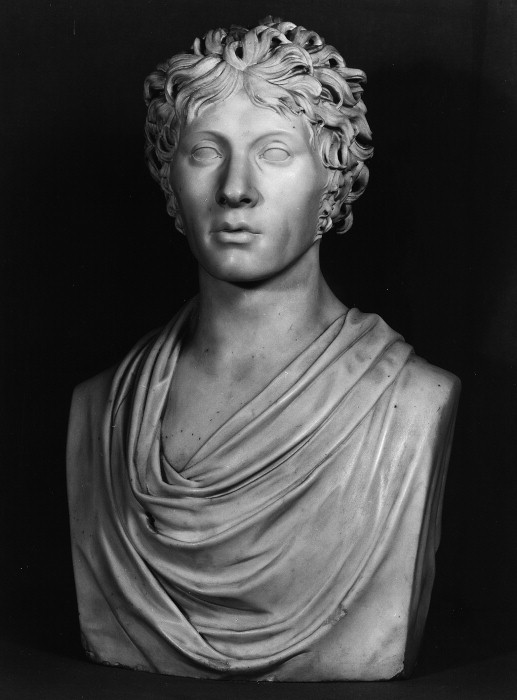
Busto de Friedrich Gilly (1801) (retrato como Hermes)
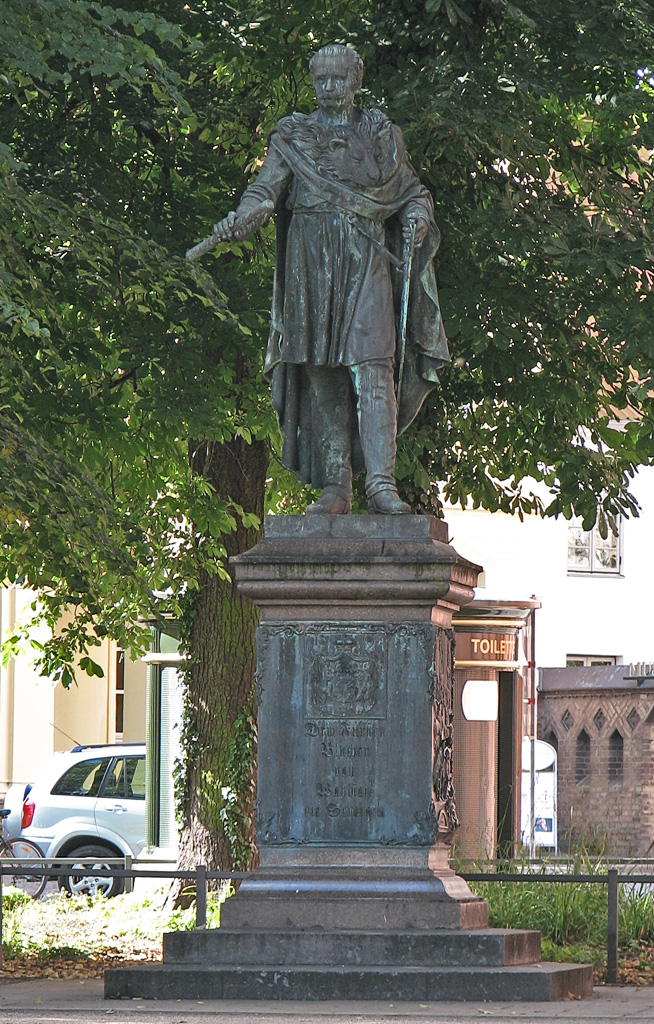
Monumento a Blücher (1819) en Rostock
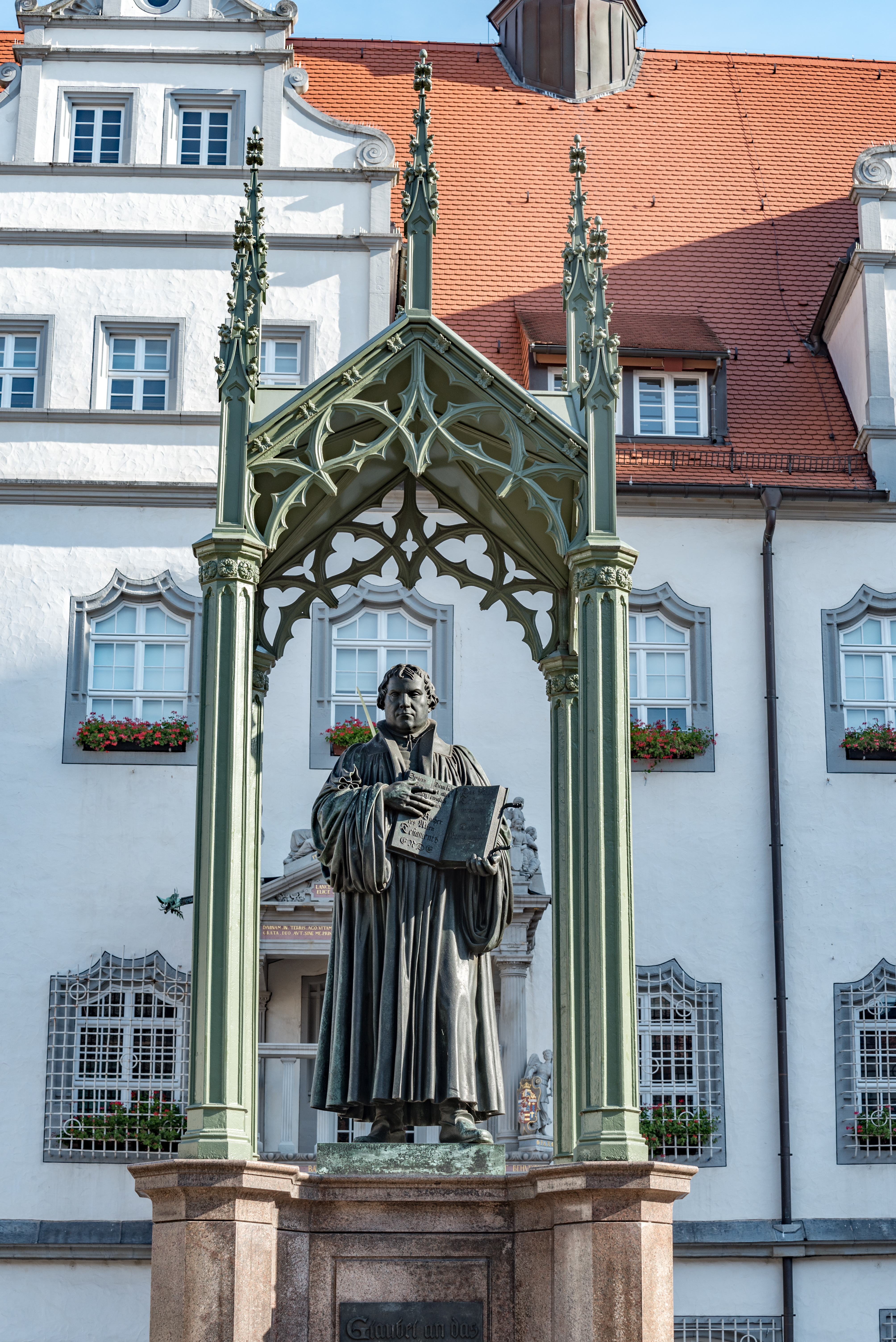
Monumento a Martín Lutero (1821) (Wittenberg)

- Datos: Q51989
- Multimedia: Johann Gottfried Schadow / Q51989